# Oflag VII A Murnau

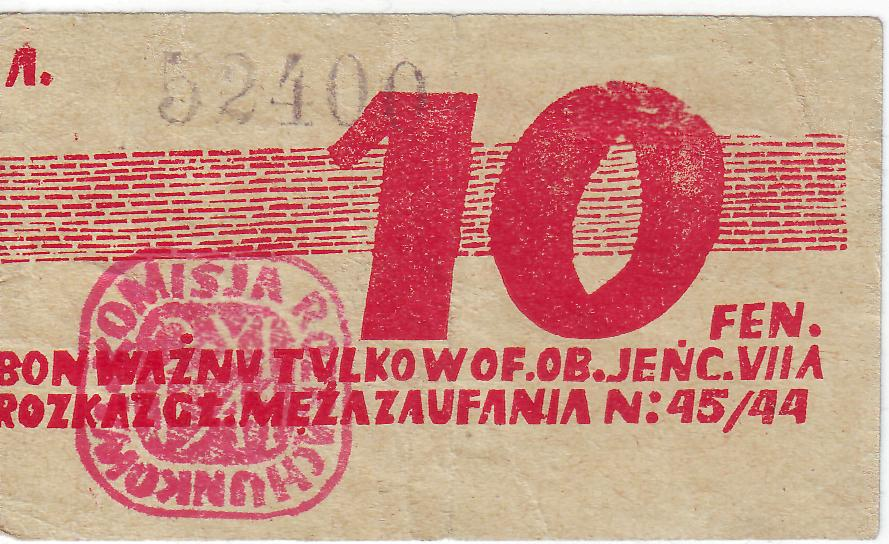
Pieniądz zastępczy w Oflagu VII A Murnau

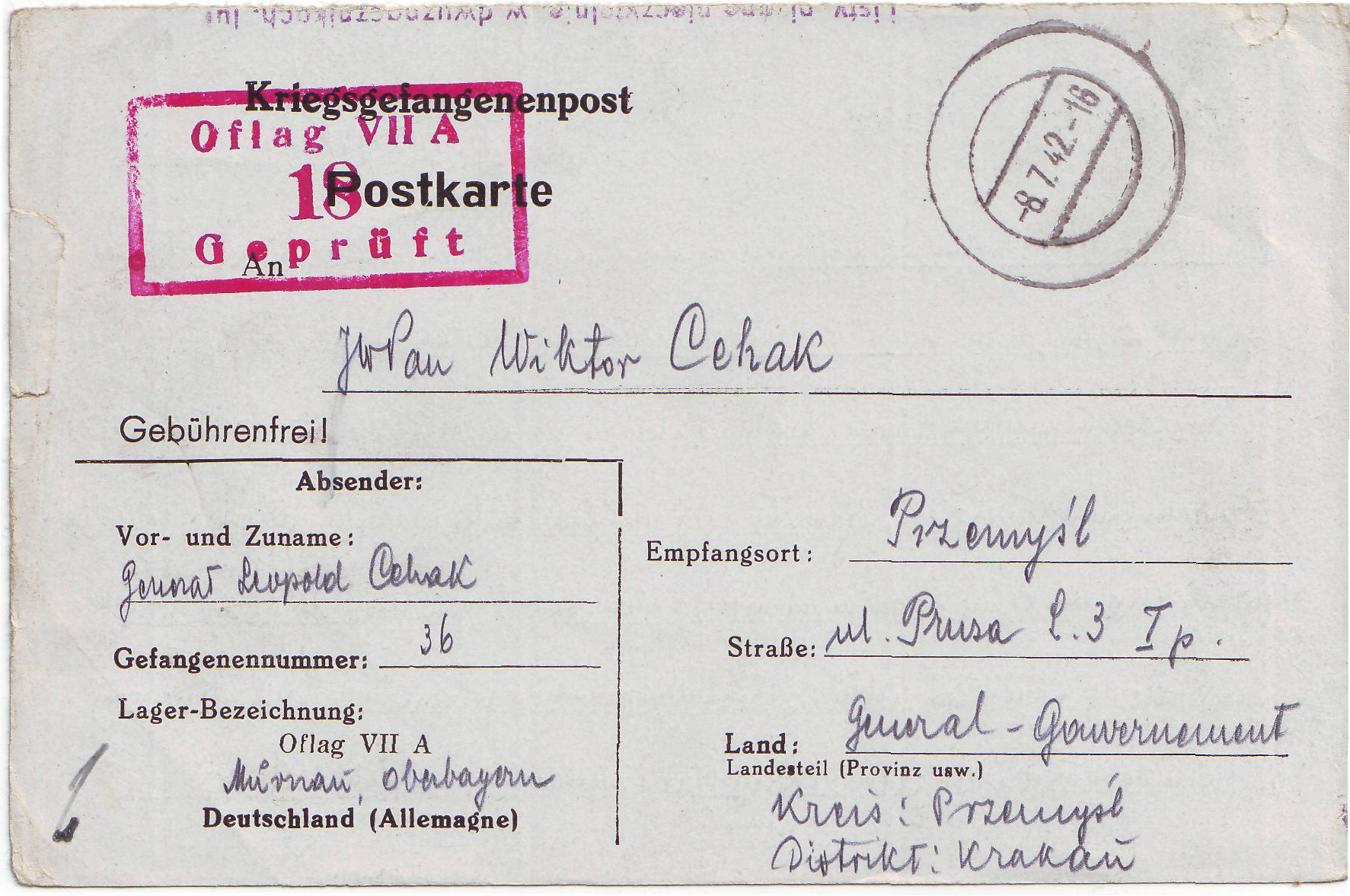
Korespondencja od jeńca obozu

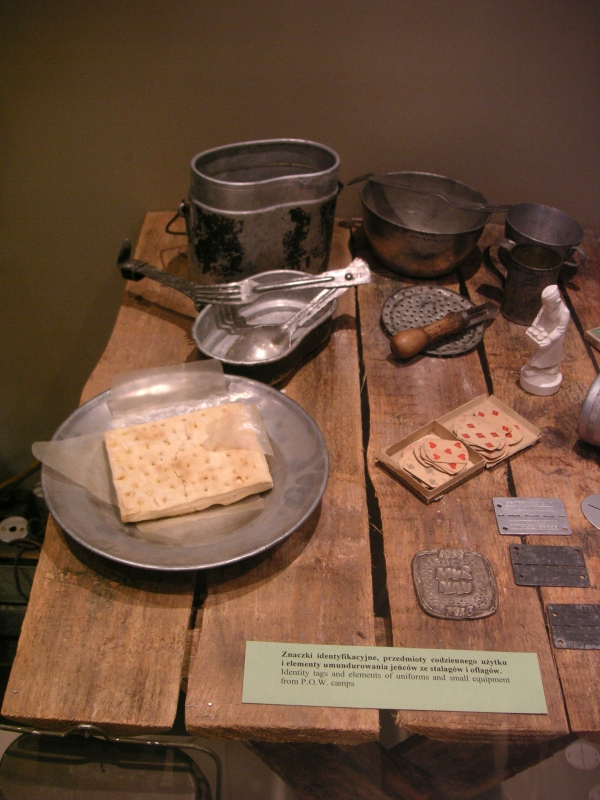
Przedmioty codziennego użytku z obozu w Murnau

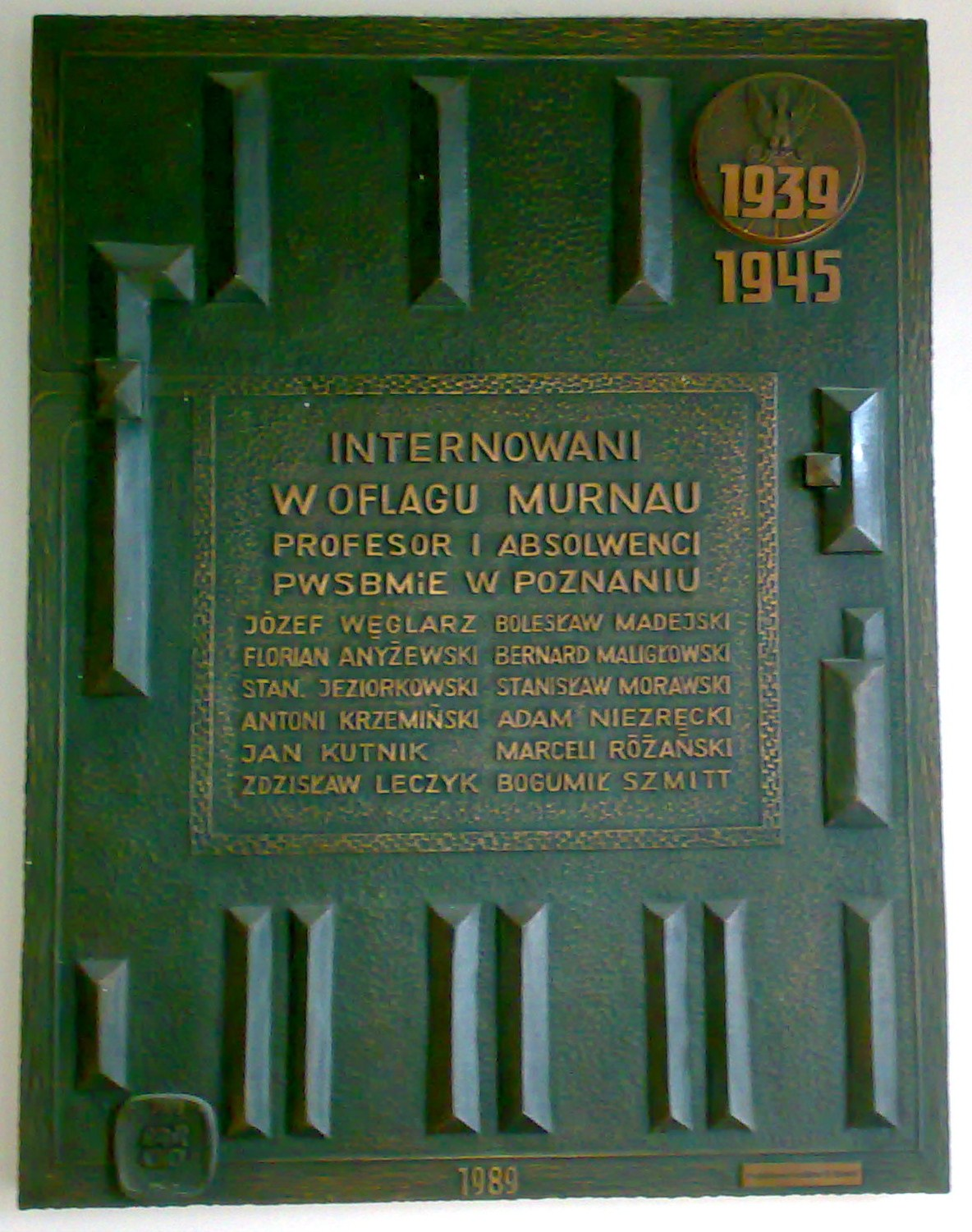
Tablica upamiętniająca profesorów i absolwentów Państwowej Wyższej Szkoły Budowy Maszyn i Elektrotechniki w Poznaniu (PWSBMiE) – jeńców obozu

Oflag VII A Murnau – niemiecki obóz jeniecki (Oflag) dla oficerów polskich podczas II wojny światowej, ulokowany w Bawarii w mieście Murnau am Staffelsee.

## Historia obozu
Na obóz przeznaczono zbudowane w 1939 r. koszary batalionu pancernego (na około 600 żołnierzy), niewykończone jeszcze w chwili przybycia pierwszej partii jeńców, położone 2 km od Murnau. Ich dostosowywanie do celów obozowych trwało właściwie przez cały czas niewoli. W miarę powiększania się stanów liczebnych w obozie zostały użyte na pomieszczenia jeńców kolejno: strychy i piwnice w budynkach mieszkalnych oraz garaże, przy stopniowym ich przystosowywaniu do zamieszkania. Ciasnota doskwierała wszystkim jeńcom, np. generałowie byli zakwaterowani po 5–6 w izbie. Oflag VII A Murnau został przez Niemców określony jako obóz wzorcowy (Musterlager).
Według różnych źródeł powierzchnia obozu wynosiła ok. 77 hektarów lub ok. 7,7 hektara. Przeciętnie jeniec dysponował miejscem ok. 2 m² w przestrzeni mieszkalnej. Początkowy stan liczebny obozu wynosił około 700–800 jeńców wojennych, w tym 5 generałów (Emil Krukowicz-Przedrzymirski, Jan Kruszewski, Bernard Mond, Tadeusz Piskor i Antoni Szylling). W ciągu kilku miesięcy zwiększył się do 2000, we wrześniu 1942 wynosił ponad 4000, a 29 kwietnia 1945 – 5457 (w tym 5114 Polaków). Kilkuset podchorążych było w obozie tylko w pierwszych miesiącach, po czym ich wywieziono. 22 marca 1945 przybyło jeszcze 381 jeńców ewakuowanych z Oflagu II C Woldenberg.
Pod koniec kwietnia 1945, w obliczu zbliżających się wojsk alianckich, niemiecki komendant oflagu Petri przekazał władzę nad obozem gen. Rómmlowi, po czym oddalił się z obozu. 29 kwietnia 1945 obóz został oswobodzony przez jeden z oddziałów amerykańskiej 12 Dywizji Pancernej gen. mjr. Rodericka R. Allena, podporządkowanej czasowo 3 Armii gen. George’a Pattona. Komendant obozu kpt. Oswald Pohl, który wyszedł przed bramę z białą flagą, chcąc poddać obóz Amerykanom, został ciężko raniony przez dwóch oficerów SS, którzy wówczas przyjechali samochodem pod bramę obozu i zaczęli strzelać. Ich samochód został ostrzelany przez żołnierzy amerykańskich nadjeżdżających w czołgach. Obaj oficerowie SS zostali zabici. W wyniku strzelaniny został ranny i zmarł polski jeniec obozu – por. Alfons Mazurek.
Po oswobodzeniu jeńcy nie mogli od razu opuścić obozu. Pierwsi jeńcy z Murnau wrócili do Polski w sierpniu 1945. W Murnau powstał Polski Ośrodek Wojskowy jako baza rekrutacyjna dla 2 Korpusu Polskiego we Włoszech. Po wizycie w obozie dowódcy 2 Korpusu generała Władysława Andersa, część oficerów dołączyła do niego. Niektórzy z nich zostali potem na emigracji, a część po rozformowaniu w Wielkiej Brytanii w 1947 r. wróciła do Polski.

## Jeńcy
Jako pierwsi 6 października 1939 przybyli do obozu oficerowie z grupy gen. Tadeusza Piskora. Pod koniec października przywieziono oficerów z grupy gen. Kleeberga z ostatniej fazy kampanii wrześniowej i kapitulacji w bitwie pod Kockiem. Grupa inwalidów zamieszkiwała w bloku „A”, m.in. por. Kazimierz Pfaffenhoffen-Chłędowski. Jeńcom obozu dokuczał głód. Otrzymywali oni od Niemców żołd, wypłacany w stworzonej walucie obozowej (tzw. lagermarki).
Do opieki lekarskiej nad jeńcami został oddelegowany miejscowy lekarz hydropata, lecz faktyczną opiekę medyczną pełnili Polacy spośród osadzonych: Wysocki, Lenart, Dąbrowski.
Osadzeni otrzymywali paczki z zewnątrz, które wysyłali bliscy, ponadto organizował je gen. Aleksander Osiński, Związek Polek w Ameryce (wysyłała je Sekretarka Generalna tej organizacji Maria Porwit, wdowa po zmarłym w Stanach Zjednoczonych w 1911 Janie Porwicie, bracie płk. Mariana Porwita), Polski Czerwony Krzyż oraz obce osoby.
Przebywający w obozie żołnierze utrzymywali korespondencję z bliskimi osobami, w tym zawarto na odległość siedem rozwodów oraz 57 małżeństw per procura.
Jeńcy korzystali z jeziora Riegsee, na obszarze obozu urządzili boiska do uprawiania sportów.
Z Międzynarodowym Czerwonym Krzyżem współpracował mąż zaufania obozu płk Franciszek Kubicki.
Na terenie obozu został stworzony teatr (działali przy nim Aleksander Jakowlew budujący sceny, Józef Krüger od świateł, Stanisław Dubiel od rekwizytorni, Leszek Rezler jako dyrygent orkiestry, Czesław Szpakowicz jako autor rewii, Juliusz Starzyński jako reżyser, Bohdan Urbanowicz), chór dyrygowany przez L. Rezlera, który koncertował.
Zostały zorganizowane kursy szkoleniowe i wykłady. Malarz Bohdan Urbanowicz i astronom Włodzimierz Zonn założyli namiastkę liceum ogólnokształcącego w którym wydano 14 świadectw dojrzałości.
Powstało Koło Socjologów Wsi, w którym wygłaszano referaty, a także koła i kursy z innych dziedzin.
Biblioteka obozowa prowadzona przez Józefa Kowalika u kresu wojny posiadała ok. 25 tys. książek.
Powstały obozowe: fundusz pożyczkowy, kasa kredytowa, fundusz wdów i sierot, fundusz pośmiertny.
W obozie powstał Fundusz Pomocy Internowanym, wspierający osadzonych w niemieckich obozach koncentracyjnych i więzieniach, którego protektorem był płk dypl. Władysław Powierza.
W obozie działał też „Fundusz Pomocy Wdowom po Poległych Oficerach” założony przez jeńców już na początku 1940 roku. Wypłaty z tego funduszu zostały wstrzymane około połowy 1943 (do ustalenia pozostaje czy na zawsze).
Ponadto organizowały się stronnictwa polityczne, np. koła SL, PPS, Wolnych Demokratów.
Oficerom pochodzenia niemieckiego oferowano podpisanie Volkslisty (odmówili tego m.in. mjr Józef Trenkwald, por. Kazimierz Pfaffenhoffen-Chłędowski).
Zgodnie z odgórnym rozkazem niemiecka komenda obozu utworzyła w oflagu getto, w którym umieszczono odizolowanych od reszty ok. stu jeńców pochodzenia żydowskiego; mimo tego takowi jeńcy byli traktowani solidarnie przez pozostałych osadzonych Polaków.
Przy gen. Rómmlu został zawiązany sztab oraz konspiracyjnym Ruch Oporu, którego szefem był gen. Zygmunt Podhorski, jego zastępcą był mjr Adam Lubiński, zaś wydziałem szyfrów i łączności z krajem prowadził gen. Edmund Knoll-Kownacki. Konspiratorzy skonstruowali radioodbiornik zapewniający odbiór informacji z zewnątrz. W połowie marca 1945 wskutek wykrycia działań konspiracyjnych zostali aresztowani żołnierze, m.in. mjr Lubiński i kpt. Bornstaedt, których osadzono w więzieniu w Monachium (powrócili stamtąd do Murnau w obliczu zbliżających się wojsk alianckich).
W obozie przebywali m.in. generałowie dywizji:
1. Władysław Bortnowski
2. Tadeusz Kutrzeba (dowódca Polskiego Ośrodka Wojskowego)[34]
3. Tadeusz Piskor (najstarszy w obozie)[35]
4. Zdzisław Przyjałkowski
5. Juliusz Rómmel

Generałowie brygady:
1. Roman Abraham
2. Franciszek Alter
3. Władysław Bończa-Uzdowski
4. Leopold Cehak
5. Jan Chmurowicz
6. Walerian Czuma
7. Franciszek Dindorf-Ankowicz
8. Juliusz Drapella
9. Janusz Gąsiorowski
10. Edmund Knoll-Kownacki
11. Wincenty Kowalski
12. Emil Krukowicz-Przedrzymirski
13. Jan Kazimierz Kruszewski
14. Józef Kwaciszewski
15. Stanisław Oktawiusz Małachowski
16. Czesław Młot-Fijałkowski
17. Bernard Mond
18. Zygmunt Piasecki
19. Wacław Piekarski
20. Zygmunt Podhorski
21. Zdzisław Przyjałkowski
22. Jan Jagmin-Sadowski
23. Antoni Szylling
24. Stanisław Taczak
25. Wiktor Thommée
26. Juliusz Zulauf

oraz kontradmirał Józef Unrug
Pułkownicy:
1. Bronisław Batsch
2. Stanisław Habowski[36]
3. Julian Janowski
4. Franciszek Kubicki – mąż zaufania obozu
5. Stanisław Lityński
6. Stanisław Machowicz
7. Franciszek Pacek – komendant jeńców obozu
8. Władysław Powierza
9. Kazimierz Pruszkowski
10. Tomasz Rybotycki[37]
11. Stanisław Siuda
12. Stefan Szlaszewski
13. Ignacy Szpunar
14. Stefan Langner
15. Józef Łukomski

Starsi Obozu
- gen. dyw. Tadeusz Piskor: 6 X – 11 XI 1939
- gen. bryg. Antoni Szylling: 12 XI 1939 – 5 VII 1940
- płk Józef Korycki[38]: 6 VII 1940 – 29 IV 1945

Zastępcy Starszych Obozu
- gen. bryg. Antoni Szylling: 6 X – 11 XI 1939
- płk dypl. Marian Porwit: 6 VII – 13 IV 1942
- płk Ludwik Buczek: 7 V 1942 – 29 IV 1945

Inni
- ppłk dypl. Leon Bianchi
- ppłk dypl. Wacław Grudniewicz (zastępca szefa sztabu Polskiego Ośrodka Wojskowego)[34]
- ppłk dypl. Franciszek Stachowicz
- kpt. Zygmunt Kokociński (adiutant starszego obozu)[39]

Jeńcami obozu byli także pisarze Jędrzej Giertych, Stefan Liszko, por. Janusz Makarczyk, historyk Henryk Paszkiewicz, późniejszy politolog i badacz Janusz Zawodny, lekarz ortopeda dr Janusz Daab oraz kpt. Antoni Hertmanowski i Witold Pilecki. W 1944 r. po powstaniu warszawskim do obozu przybyli Leon Schiller, Jerzy Stefan Stawiński, Adam Pawlikowski, Andrzej Markowski, Rafał Praga, Janusz Brochwicz-Lewiński.
Po wywiezieniu z Murnau generałów, do obozu przywieziono oficerów z Laufen i Königstein, później z Norymbergi.
Polegli i zmarli
- W Oflagu VIIa zastrzelono 7 jeńców, 73 zmarło z powodu chorób; są pochowani na miejscowym cmentarzu[42][43]. Zdarzały się przypadki samobójstw (przez rzucenie się na druty okalające obóz, skok z wysokości na bruk bądź powieszenie)[44].
- Zmarli: strz. Władysław Wilczyński (jako pierwszy w listopadzie 1939)[45], kpt. Jan Górski[18], ppor. Aleksander Kowalski, ppor. Stefan Kapuścik[46], kpt. Edward Mamunow (18 maja 1941), por. Antoni Wyszyński (zastrzelony 18 lipca 1941), ppor. Bolesław Kordziński (zastrzelony przez patrol na placu apelowym, gdy przebywał tam w nieodpowiedniej porze)[47], chor. Jan Lewicki, ppłk dypl. Franciszek Stachowicz, mjr Decowski, ppor. Ksawery Węgliński, ppor. Antoni Wyszyński[48], kan. Stanisław Staszkiewicz, ppor. Bohdan Tomaszewski, ppor. Zygmunt Wiśniewski, ppor. Zygmunt Łubkowski, mjr Józef Cieszkowski[49], w 1942 ppor. Janusz Różański, kpt. Karol Łopuszański, w 1943 ppor. Marceli Sulimierski, mjr Zygmunt Boglewski, mjr Marian Suda, ppor. Zygmunt Dziewanowski, gen. bryg. Juliusz Zulauf, kpt. Andrzej Senderowicz, por. Zdzisław Nałęcz-Piegłowski, ppor. Jan Nowakowski, kpt. Tadeusz Smołucha, ppor. Wiesław Pałaszewicz, chor. Andrzej Paciora, ppłk Ludwik Smolarz[25], w 1944 gen. Czesław Młot-Fijałkowski, kpt. Bolesław Jus, ppor. Alfred Rossowski, ppłk Borys Kondracki, ppłk Stefan Mrozek, ppor. Roman Gębski, ppor. Czesław Dąbrowski, ppor. Walerian Łabucki, kpt. Juliusz Pawełek, por. Kazimierz Studziński, por. Bolesław Spława-Neyman[50], ppor. Stanisław Góra[51], w 1945 gen. Franciszek Alter, ppor. Karol Steinbis, ppłk. Kazimierz Busler, 1 marca 1945 por. Marian Wrzyszczyński (odznaczony najwyższym niemieckim odznaczeniem za udział w I wojnie światowej; zastrzelony przez wartownika w czasie uruchomionego alarmu lotniczego poprzez okno w budynku)[52], 21 marca ppłk dypl. Kazimierz Maks (analogicznie postrzelony podczas alarmu)[53], 29 kwietnia por. Alfons Mazurek (postrzelony rykoszetem odbitym od muru w trakcie nadejścia wojsk amerykańskich)[5].
- Osobnym przypadkiem była historia kpt. Edwarda Mamunowa, który we wrześniu 1939 walczył w obronie Bydgoszczy, a w związku z tym w Murnau został zamknięty w areszcie i był zagrożony torturami i śmiercią; zdołał uciec z niego i ukryć na obszarze obozu na jednym ze strychów, gdzie w trudnych warunkach spędził około rok, wspomagany w tym czasie przez przyjaciół-jeńców; po przypadkowym zaprószeniu ognia i wobec pewności ujawnienia jego kryjówki popełnił samobójstwo[54] (pośmiertnie odznaczony Orderem Virtuti Militari[55]).

Major Józef Trenkwald został odwiedzony w obozie przez swojego ojca, gen. Roberta Trenkwalda (wówczas powołanego do służby w armii niemieckiej).
Niekiedy jeńcy mieli możliwość czasowego opuszczenia obszaru obozu przy asyście wartowników, np. na wizytę szpitala czy lekarza; najdalej wyjechał tymczasowo por. Kazimierz Pfaffenhoffen-Chłędowski.
Zdarzały się ucieczki z obozu. Podjęli je ppor. Józef Tucki (wyjechał z obozu na rowerze w mundurze podoficera niemieckiego wykonanym w obozie przez Stanisława Dubiela. Udało mu się dotrzeć na Węgry, ale tam został zatrzymany i przewieziony z powrotem do Murnau. Nadal próbował ucieczek i ostatecznie został przeniesiony w inne miejsce osadzenia), ppor. Franciszek Baumgart (uciekł, schwytany został osadzony w innym obozie – zob. Oflag VI B Dössel, łącznie czterokrotnie uciekał, ostatecznie skutecznie), por. Władysław Hołub. Ponadto czternastu jeńców, po odtworzeniu planu podziemnych kanałów, opuściło obóz, jednak po kilku dniach wszyscy zostali odnalezieni przez Niemców. Próbę ucieczki podjęła grupa młodszych oficerów, który do jesieni 1944 w czasie ok. 1000 godzin pracy robót ziemnych wykonała podkop o długości sięgającej ok. 40 metrów, którego początek był w przybudówce obok kuchni obozowej, a kończył się w polu pszenicy za drutami obozu. Na kanwie tych wydarzeń powstał polski film fabularny pt. Wielki Wóz z 1987 w reżyserii i według scenariusza Marka Wortmana.
Byli jeńcy Murnau wydali publikacje dotyczące pobytu tam: rtm. Stefan Majchrowski (autor wspomnień z obozu pt. Za drutami Murnau z 1970), Franciszek Bornstaedt i Władysław Karbowski (publikacja pt. Konspiracyjna organizacja wojskowa w oflagu VII A w Murnau).

## Komendanci obozu
- płk dr Urlich Frey (od 5 X do 8 XII 1939; został przeniesiony na stanowisko komendanta Oflagu VII C Laufen)
- gen. por. rez. Nikolaus Schemmel (od 9 XII 1939 do 14 XI 1940)
- płk w st. spocz. dr Paul von Troschke (od 2 II 1941 do VI 1942)
- płk Hugo Oster (od VI 1942 do 7 IX 1944)
- płk (od 9 XI 1944 – gen. mjr) Alfred Petry (od 8 IX 1944 do 29 IV 1945). (SS-mann, wcześniej prawdop. z-ca kmdta obozu konc. Dachau)[65]
- kpt. Oswald Pohl

## Upamiętnienie
10 sierpnia 2012 przed budynkiem ówczesnych koszar Werdenfelser Batalionu Pancernego Wermachtu obecnie Bundeswehry przy Weilheimer Straße w Murnau, gdzie mieścił się Oflag VII A Rada Ochrony Pamięci Walk i Męczeństwa odsłoniła tablicę pamiątkową:
| tekst polski | tłumaczenie niemieckie |
| --- | --- |
| W BUDYNKACH DZISIEJSZYCH KOSZAR WERDENFELSER W OKRESIE 25.9.1939 – 29.4.1945 ISTNIAŁ OFLAG VII A, OBÓZ JENIECKI DLA POLSKICH OFICERÓW. W DNIU WYZWOLENIA UWOLNIONO PONAD 5000 POLAKÓW ORAZ KILKUNASTU JEŃCÓW INNYCH NARODOWOŚCI POLSCY ŻOŁNIERZE TO OFICEROWIE WOJSKA POLSKIEGO (WŚRÓD NICH 31 GENERAŁÓW), KTÓRZY WALCZYLI W OBRONIE POLSKI NAPADNIĘTEJ 1.9.1939 PRZEZ NAZISTOWSKIE NIEMCY. 19.10. ORAZ 1.12.1944 PRZYWIEZIONO TU ZE STALAGU LAMSDORF BLISKO 700 OFICERÓW ARMII KRAJOWEJ (ARMII POLSKIEGO PAŃSTWA PODZIEMNEGO), UCZESTNIKÓW POWSTANIA WARSZAWSKIEGO. ZMARLI TUTAJ OFICEROWIE SPOCZYWAJĄ NA POLSKIEJ KWATERZE WOJENNEJ NA CMENTARZU W MURNAU | IN DEN GEBÄUDEN DER HEUTIGEN WERDENFELSER KASERNE EXISTIERTE VOM 25.9.1939 BIS 29.4.1945 DAS OFLAG VII A – KRIEGSGEFANGENENLAGER FŰR POLNISCHE OFFIZIERE. DER TAG DER BEFREIUNG DES LAGERS BRACHTE ÜBER 5000 POLEN UND EINIGEN KRIEGSGEFANGENEN ANDERER NATIONALITÄTEN DIE FREIHEIT. BEI DEN POLNISCHEN SOLDATEN HANDELTE ES SICH UM OFFIZIERE DES POLNISCHEN HEERES (DARUNTER 31 GENERÄLE), DIE FÜR DIE VIERTEIDIGUNG DES AM 1.9.1939 VOM NATIONALSOZIALISTISCHEN DEUTSCHLAND ÜBERFALLENEN POLEN KÄMPFTEN. AM 19.10. UND 1.12.1944 WURDEN FAST 700 OFFIZIERE DER HEIMATSARMEE (ARMEE DES POLNISCHEN UNTERGRUNDSTAATES), TEILNEHMER DES WARSCHAUER AUFSTANDES VOM LAMSDORFER STALAG HIERHER GEBRACHT. DIE HIER UMS LEBEN GEKOMMENEN OFFIZIERE RUHEN AUF DER POLNISCHEN KRIEGSGRÄBERSTÄTTE DES FRIEDHOFS IN MURNAU. |

Opracowano na podstawie materiału źródłowego.